# Príncipe Kanemi
El Príncipe Kanemi (兼覧王 Kanemi no Ōkimi?,  ¿? - 932) fue un príncipe, cortesano y poeta japonés que vivió en la primera mitad de la era Heian. Su padre fue el Príncipe Koretaka, hijo del Emperador Montoku. Está considerado como uno de los poetas que conforman la lista antológica Chūko Sanjūrokkasen.
Hacia 886 fue nombrado como Jushii. Ocupó varios cargos administrativos tales como vicegobernador de la provincia de Kawachi, gobernador de la provincia de Yamashiro, chambelán, oficial jefe del Jingikan y Kunaikyō. En 924 fue promovido a Shōshii.
Como poeta waka tuvo relaciones artísticas con otros poetas tales como Ki no Tsurayuki y Ōshikōchi Mitsune. Solo cinco de sus poemas están incluidos en la antología imperial Kokin Wakashū y cuatro más están incluidos en otras antologías imperiales. Una de sus hijas, la Princesa Kanemi (兼覧王女 Kanemi Ōjo?), tiene un poema que fue incluido en las antologías.